# Bỏng nẻ
Bỏng nẻ hay bóng nẻ, né, bạch đinh hương, hương đinh mộc, mảng thiên hương, mã thiên hương (danh pháp khoa học: Serissa japonica) là một loài thực vật có hoa trong họ Thiến thảo. Loài này được (Thunb.) Thunb. miêu tả khoa học đầu tiên năm 1798.

## Hình ảnh

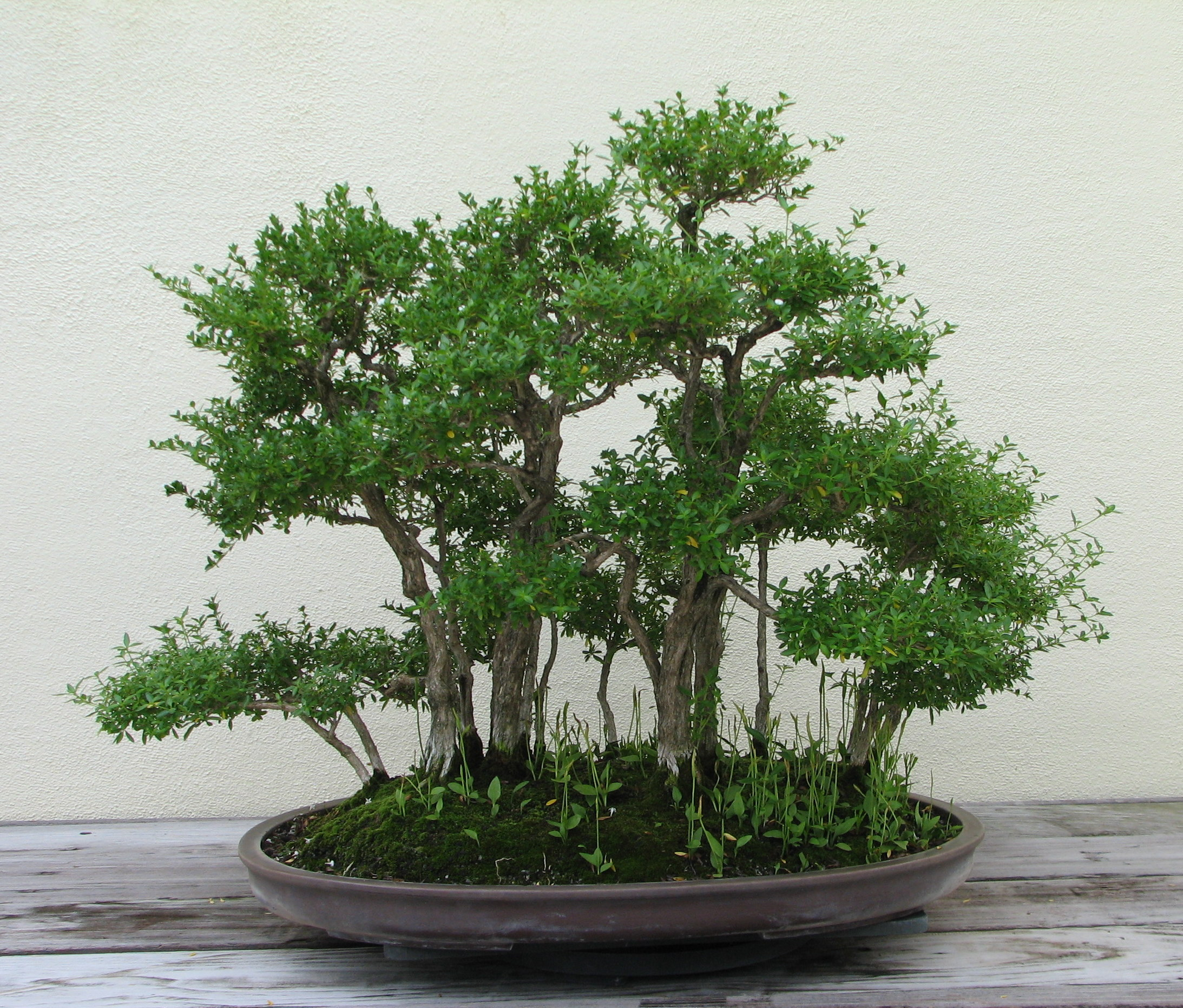
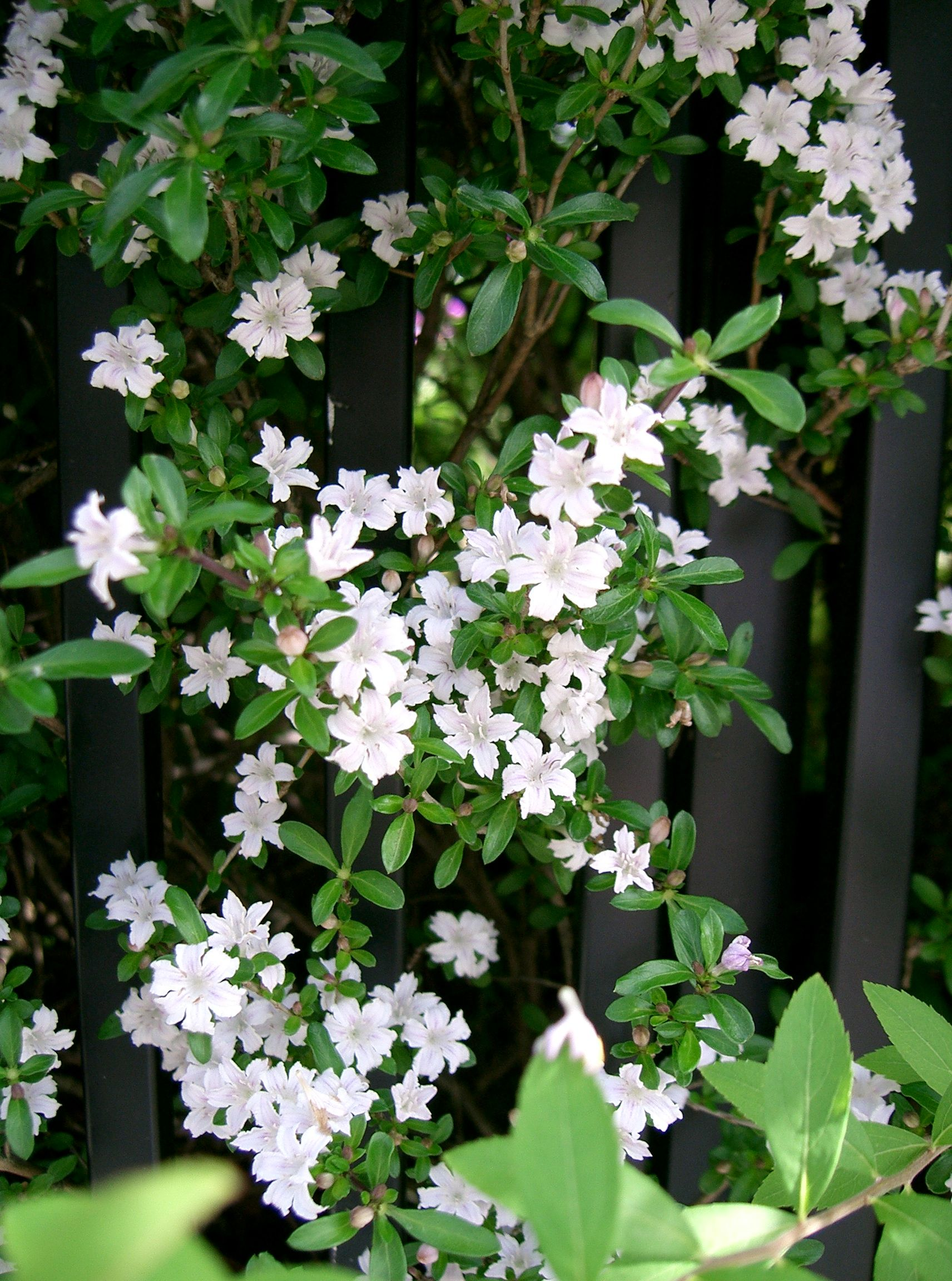
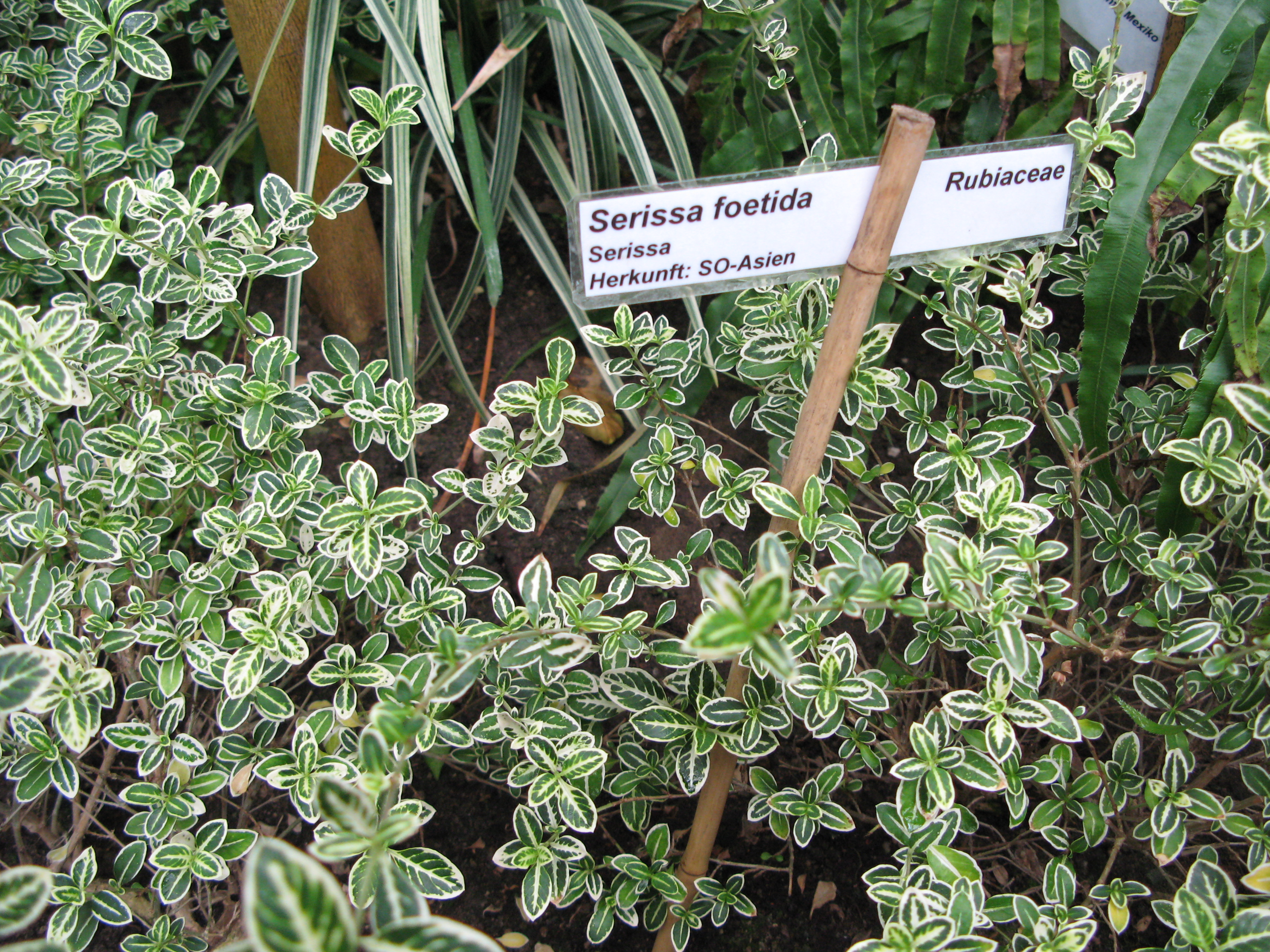
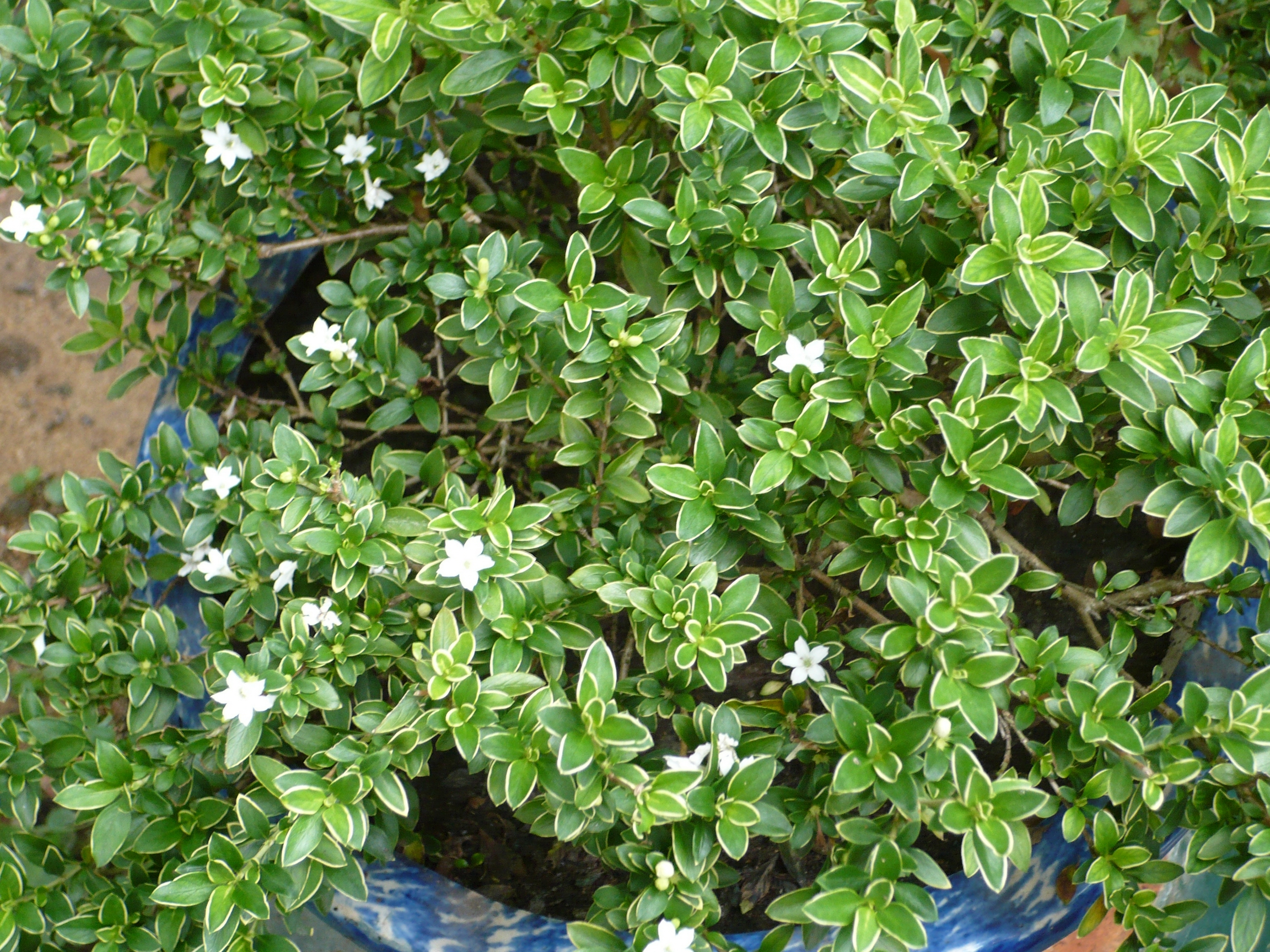
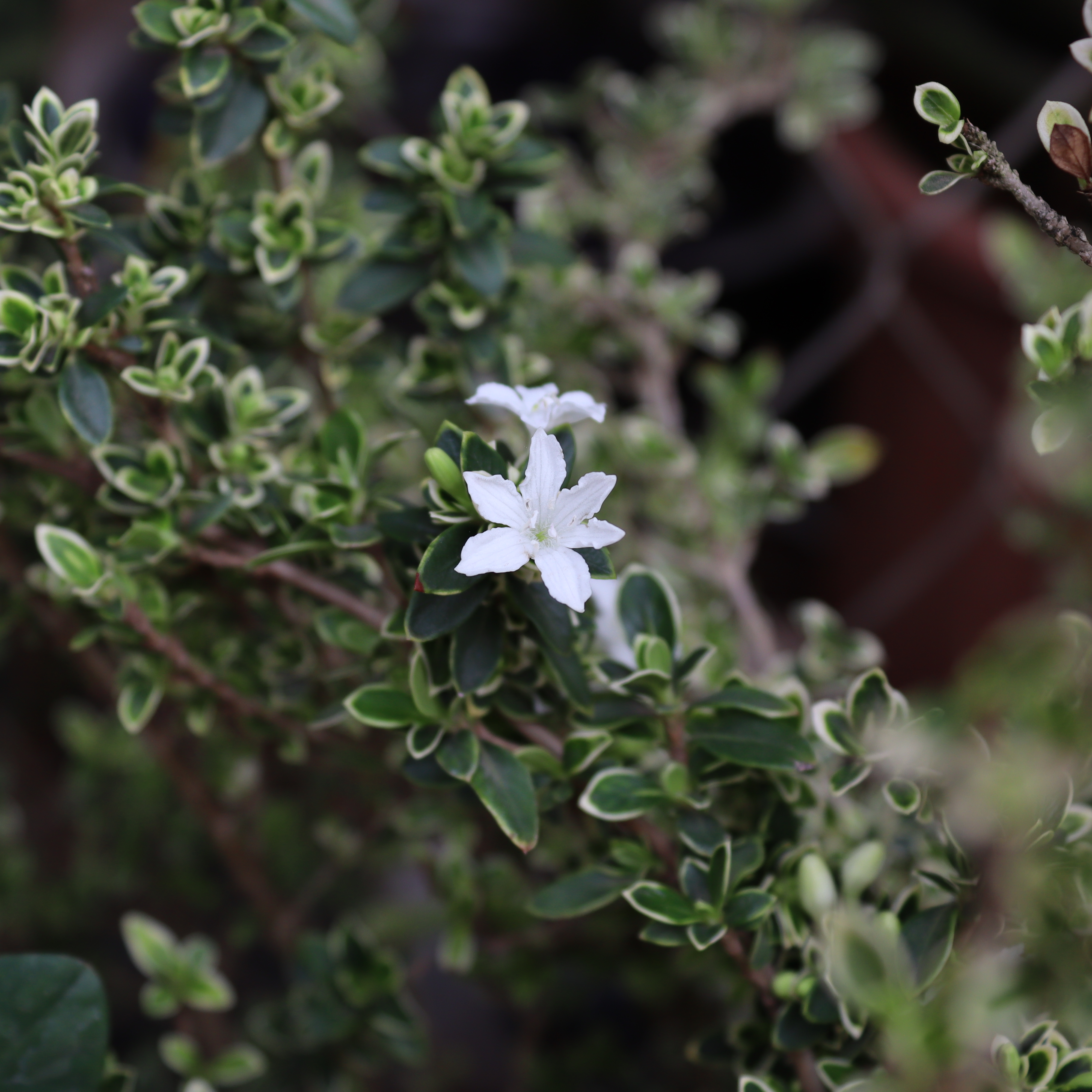
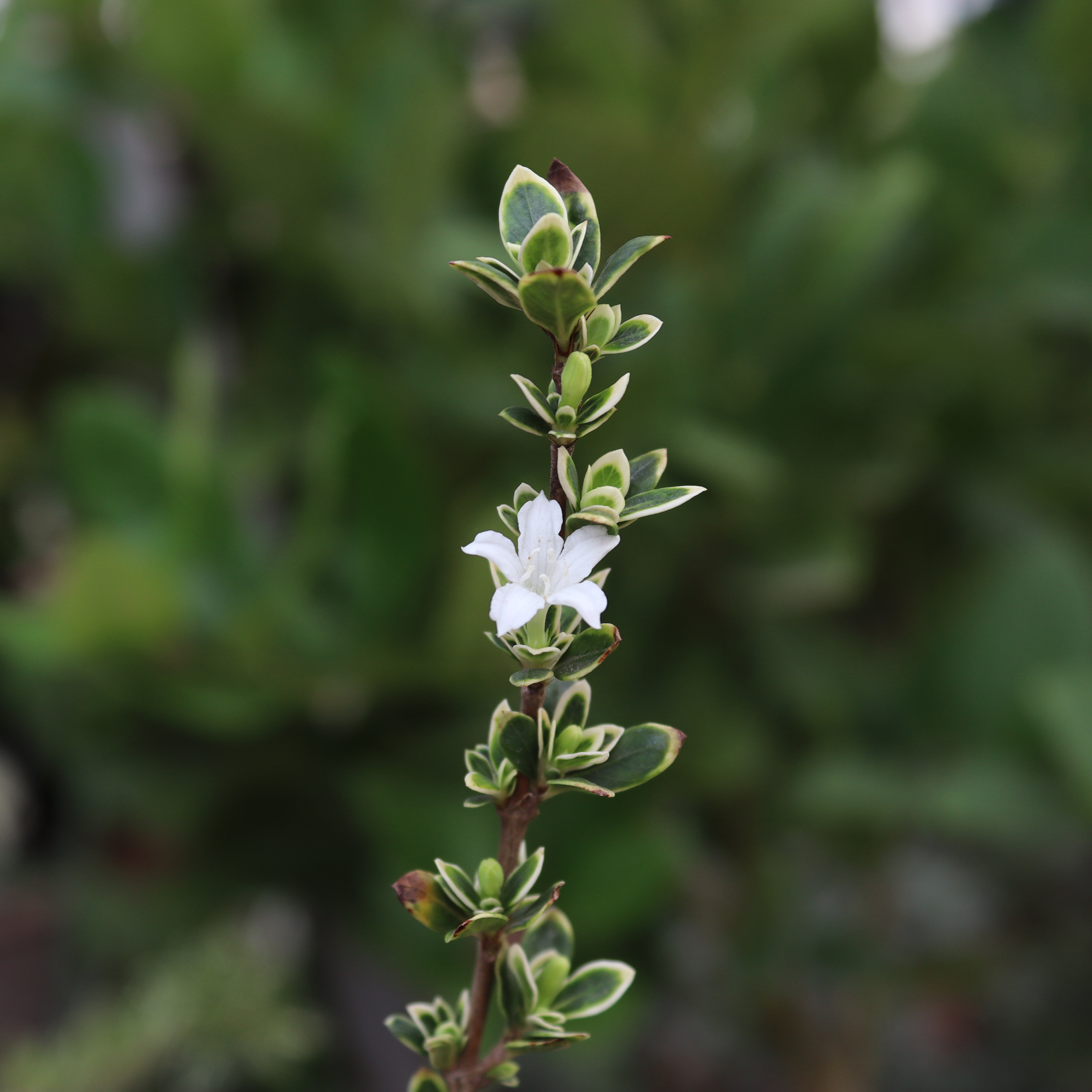
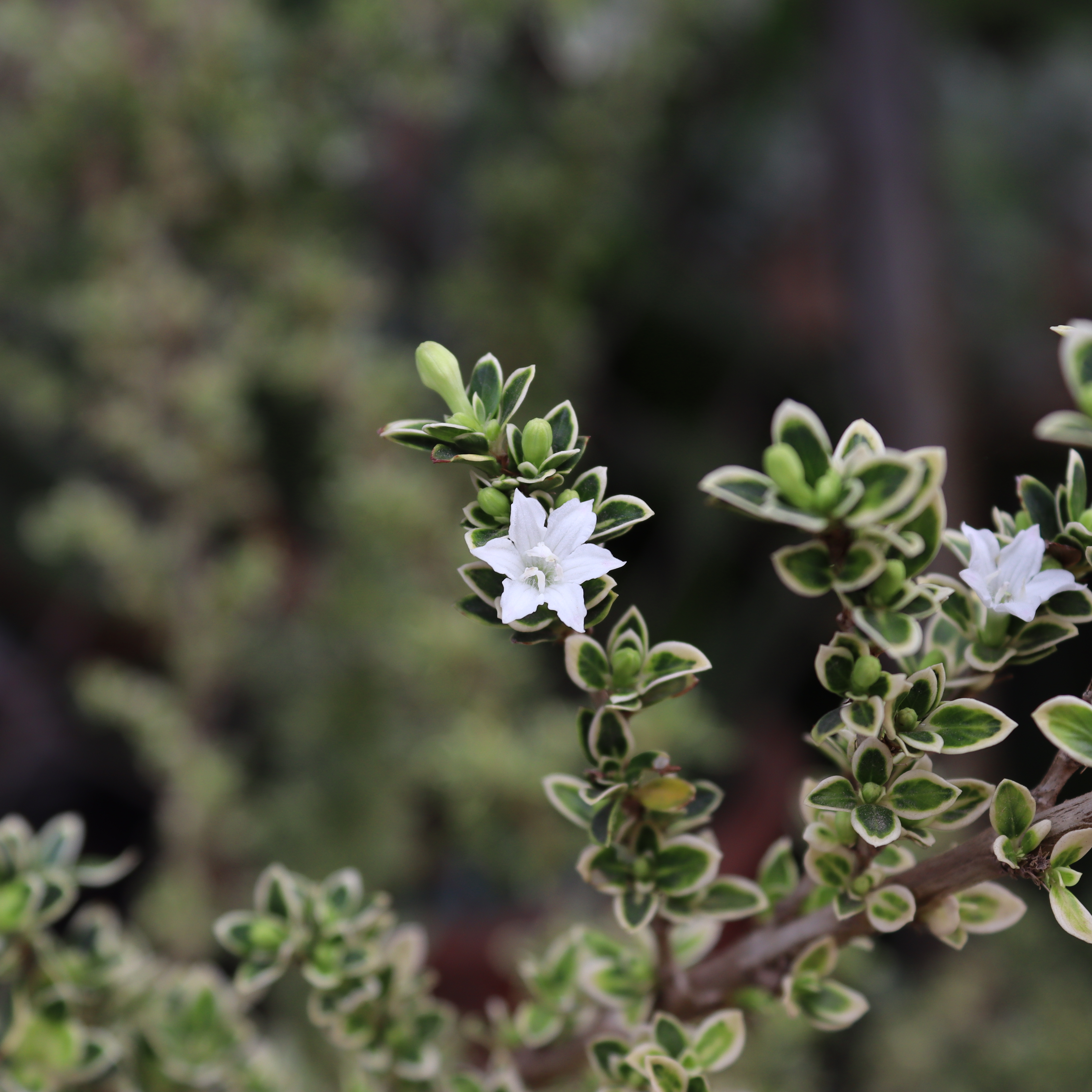